# Von Siebold (cràter)
Von Siebold és un cràter d'impacte en el planeta Venus de 32,4 km de diàmetre. Porta el nom de Regina von Siebold (1771-1849), metgessa i pedagoga alemanya, i el seu nom va ser aprovat per la Unió Astronòmica Internacional el 1991.